# Shin (cognome)
Shin (신?, 伸, 信, 愼, 新, 申, 莘, 辛?) è un cognome di lingua coreana.

## Possibili trascrizioni
Cynn, Seen, Sheen, Shinn, Sin, Sinn.

## Origine e diffusione
Esistono tre caratteri cinesi leggibili come Shin; questi sono portati da un totale di sei clan, ognuno dei quali discende da un diverso capostipite. Due di questi clan, il clan Yeongsan Sin e il clan Geochang Shin, fanno entrambi risalire le loro origini alla Cina. I membri dei vari clan Shin possono essere trovati in tutta la penisola coreana.
Come per altri cognomi coreani, i portatori del cognome Shin sono divisi in vari clan, ciascuno conosciuto con il nome di un paese o di una città, chiamato bon-gwan in coreano. Di solito la città è quella in cui viveva il fondatore del clan. I sei rami dei Shin sono i seguenti:
- Clan Pyeongsan Sin
- Clan Goryeong Sin (高靈 申)
- Clan Aju Sin (鵝洲 申)
- Clan Saknyeong Sin (朔寧 申)
- Clan Yeongsan Sin
- Clan Geochang Shin

Sebbene i primi quattro clan – Pyeongsan, Goryeong, Aju e Saknyeong – condividano lo stesso carattere cinese (申), non hanno alcuna parentela.
Si tratta dell'11º cognome per diffusione in Corea secondo i dati del Korean National Statistics Office del 2015. Nel Paese è portato da circa 986001 persone.

## Persone
- Shin Dong-hyuk, dissidente nordcoreano
- Shin Ryu-jin, cantante sudcoreana, membro delle Itzy
- Shin Se-kyung, attrice sudcoreana